# Chlorophorus siegriedae
Chlorophorus siegriedae là một loài bọ cánh cứng trong họ Cerambycidae.